# ملعب روبرت كينيدي التذكاري

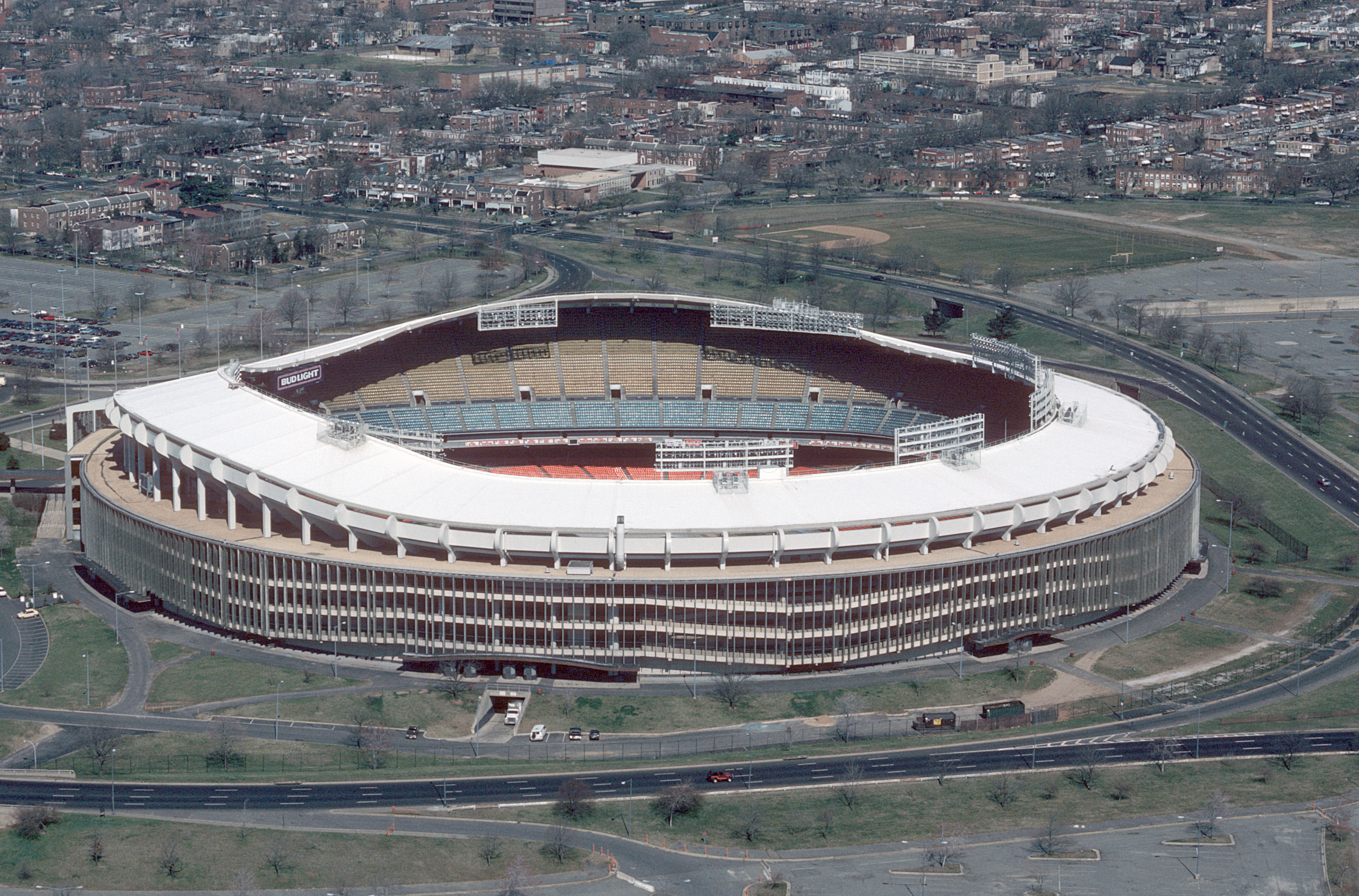

ملعب روبرت كينيدي التذكاري هو ملعب متعدد الاستخدام يقع في واشنطن عاصمة الولايات المتحدة . غالبا ما يتم استخدامه لمباريات كرة القدم . يسع الملعب لجلوس 56,692 متفرج . يعتبر الملعب الرسمي الذي يخوض فيه دي سي يونايتد مبارياته . تم افتتاح الملعب في 1 أكتوبر 1961 . استضاف 5 مباريات في بطولة كأس العالم لكرة القدم 1994 هي
النرويج 1-0 المكسيك
هولندا 2-1 السعودية
إيطاليا 1-1 المكسيك
بلجيكا 0-1 السعودية بهدف سعيد العويران .
سويسرا 0-3 إسبانيا دوري ال16